# Georg von Liechtenstein-Nicolsburg
Georg von Liechtenstein-Nicolsburg  (né à Nicolsbourg, margraviat de Moravie, vers  1360 et mort le 20 août 1419 à Neuspaur, en principauté épiscopale de Trente) est un pseudo-cardinal  autrichien du XVe siècle.

## Repères biographiques
Georg von Liechtenstein-Nicolsburg étudie à l'université de Vienne. Il est prévôt à Vienne et à Passau. Il va à Rome avec le duc Albert IV d'Autriche et est nommé protonotaire apostolique. En 1390 il est élu prince-évêque de Trente. Comme prince-évêque Georg von Liechtenstein a des problèmes permanents avec les citoyens de Trente, qui veulent se soustraire de l’autorité du prince-évêque, et avec le duc Frédéric IV d'Autriche. Georg a le soutien de l'antipape Jean XXIII  et du roi Sigismond. Il meurt en 1419, possiblement empoisonné.
L'antipape Jean XXIII le crée cardinal lors du consistoire du 6 juin 1411, mais Georg n'accepte pas la promotion. Il joint l'obédience du pape Martin V.